# Гангутское сражение
Га́нгутское сраже́ние (швед.   Sjöslaget vid Hangö udd, Шёслагет вид Гаӈӈё-Удд или Slaget vid Rilax, Слагет вид Рилакс; фин.   Riilahden meritaistelu, Риилахден меритайстелу) — морское сражение Северной войны, состоявшееся 27 июля (7 августа) 1714 года у мыса Гангут (ныне полуостров Ханко в Финляндии, от его шведского названия Ганге-удд) в Балтийском море между русским армейским флотом и шведским отрядом из 10 судов, первая в истории России морская победа русского флота. В честь этого события 9 августа является одним из дней воинской славы России.

## Предыстория
К весне 1714 года южная и почти вся центральная части Финляндии были заняты русскими войсками. Чтобы окончательно решить вопрос о выходе России к Балтийскому морю, которое контролировалось шведами, требовалось нанести поражение шведскому флоту.
В конце июня 1714 года русский гребной флот (99 галер, скампавей и вспомогательных судов с 15-тысячным десантом) под командованием генерал-адмирала графа Фёдора Матвеевича Апраксина сосредоточился у восточного побережья Гангута (в бухте Тверминне) с целью высадить войска для усиления русского гарнизона в Або (100 км северо-западнее мыса Гангут). Путь русскому флоту преградил шведский флот (15 линейных кораблей, 3 фрегата, 2 бомбардирских корабля и 9 галер) под командованием Густава Ваттранга.
Пётр I (шаутбенахт Пётр Михайлов) применил тактический манёвр. Он решил часть своих галер перебросить в район севернее Гангута через перешеек этого полуострова длиной 2,5 километра. Для выполнения замысла он приказал построить переволоку (деревянный настил). Узнав об этом, Ваттранг направил к северному побережью полуострова отряд кораблей (18-пушечный прам «Элефант», 6 галер, 3 шхербота). Возглавил отряд контр-адмирал Эреншёльд. Другой отряд (8 линейных кораблей и 2 бомбардирских корабля) под началом вице-адмирала Лиллье он решил использовать для нанесения удара по главным силам русского флота.

## Сражение

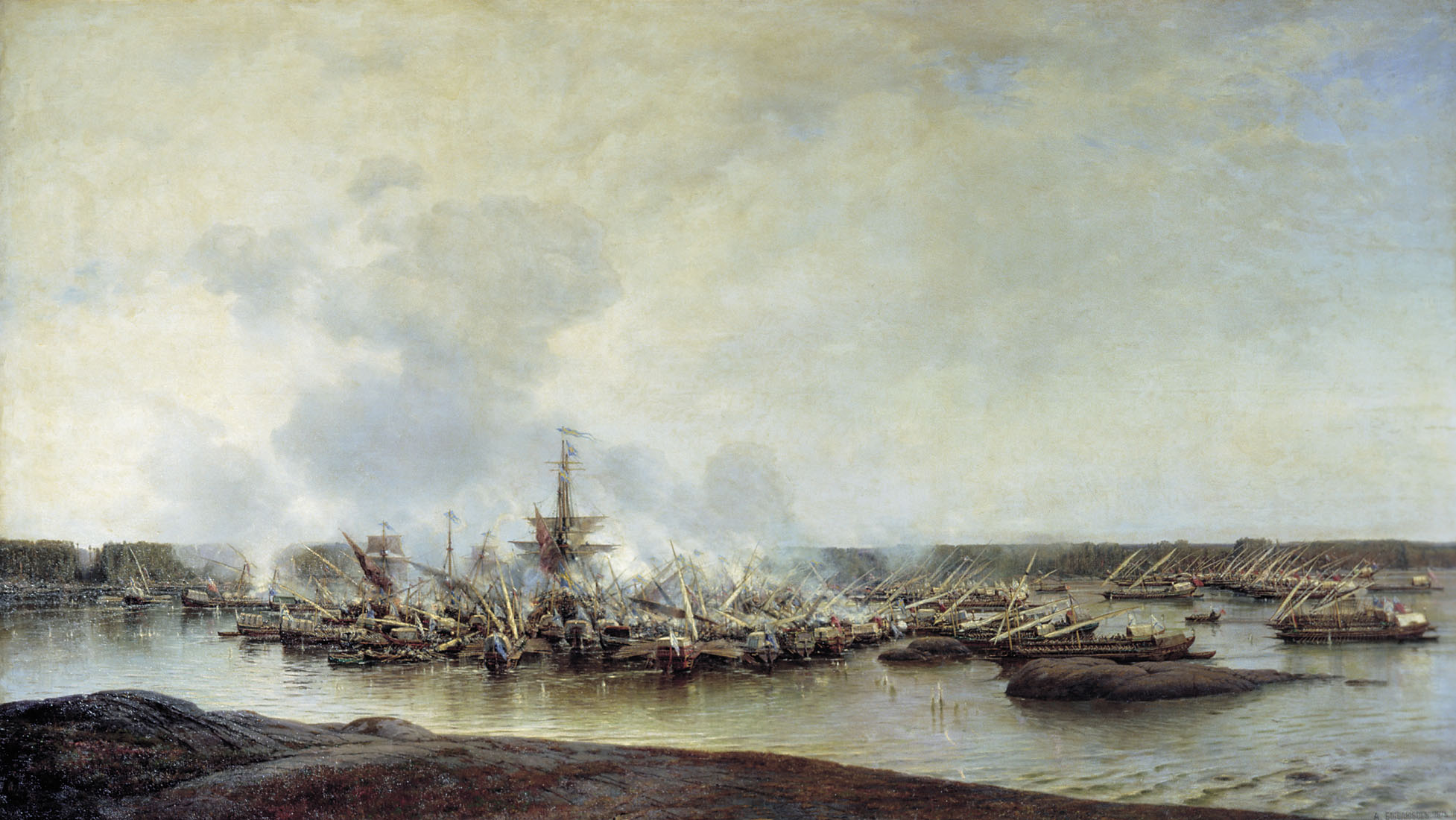
Картина Алексея Боголюбова

Пётр ожидал такого решения. Он решил воспользоваться разделением сил противника. Ему благоприятствовала погода. Утром 26 июля (6 августа) стояло безветрие, из-за чего шведские парусные корабли утратили манёвренность. Авангард русского флота (20 кораблей) под командованием командора Матвея Христофоровича Змаевича начал прорыв, обходя шведские корабли и оставаясь вне пределов досягаемости их огня. Вслед за ним осуществил прорыв другой отряд (15 кораблей). Таким образом надобность в переволоке отпала. Отряд Змаевича заблокировал отряд Эреншёльда у острова Лаккиссер. При прорыве галера (скампавея) «Конфай» села на мель и 232 человека были взяты шведами в плен (по другим данным — только 186: 4 офицера, 3 морских служителя, 179 солдат).

Полагая, что и другие отряды русских кораблей будут продолжать прорыв тем же путём, Ваттранг отозвал отряд Лиллье, освободив, таким образом, прибрежный фарватер. Воспользовавшись этим, Апраксин с главными силами гребного флота прорвался по прибрежному фарватеру к своему авангарду. В 14 часов 27 июля (7 августа) русский авангард в составе 23 кораблей атаковал отряд Эреншёльда, построившего свои корабли по вогнутой линии, оба фланга которой упирались в острова. Две первые атаки шведам удалось отбить огнём корабельных орудий. Третья атака была предпринята против фланговых кораблей шведского отряда, что не позволило противнику использовать преимущество в артиллерии. Вскоре они были взяты на абордаж и захвачены. Пётр I лично участвовал в абордажной атаке, показав морякам пример мужества и героизма. После упорного боя сдался шведский флагман — прам «Элефант». Были захвачены все 10 кораблей отряда Эреншёльда. Главные силы шведского флота (отряды Ваттранга и Лиллье), не участвовавшие в сражении, ушли к Аландским островам.

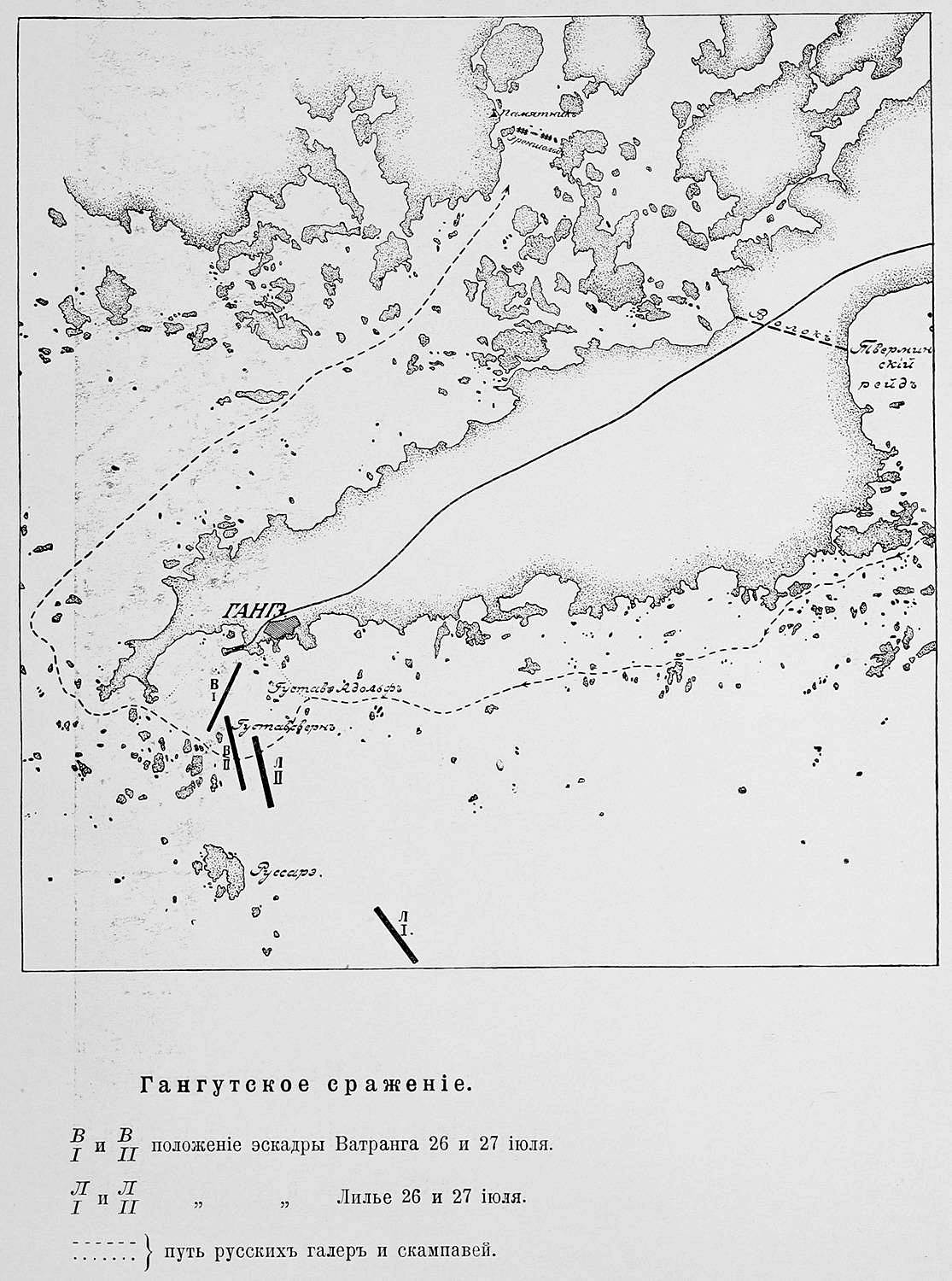
Карта из статьи «Гангутское сражение»
(«Военная энциклопедия Сытина»)

Победа у полуострова Гангут стала первой крупной победой русского регулярного флота. Она обеспечила ему свободу действий в Финском и Ботническом заливах, эффективную поддержку русских войск в Финляндии. В Гангутском сражении русское командование смело использовало преимущество гребного флота в борьбе с линейным парусным флотом шведов, умело организовало взаимодействие сил флота и сухопутных войск, гибко реагировало на изменения тактической обстановки и погодных условий, сумело разгадать манёвр противника и навязать ему свою тактику. Также Гангутское сражение было одним из последних крупных сражений в истории флота, в котором решающую роль сыграл абордажный бой.
За этот бой Пётр I был произведён в вице-адмиралы.

Катеринушка, друг мой, здравъствуй!
Объявляем вам, коим образом всемогущий Господь Бог Россию прославить изволил, ибо, по многодарованным победам на земли, ныне и на море венчати благоволил; ибо сего месяца в 27 день швецкого шаутбенахта Нилсона Эреншелта с одним фрегатом и шестью галерами и двемя шхер ботами по многом и зело жестоком огню у Ангута близ урочища Рилакс Фиен взяли; правда, как у нас в сию войну, так и у алиртов с Франциею много не толко генералов, но и фелтъмаршалов брано, а флагмана ни единого.
— Письмо Петра I к жене Екатерине
В сентябре 1714 года в Петербурге состоялись торжества по случаю Гангутской победы. Победители прошли под триумфальной аркой, на которой был изображён орёл, сидевший на спине у слона («Elefant» переводится на русский язык как «слон»). Надпись гласила: «Русский орёл мух не ловит».
«Элефант» в боевых действиях больше не участвовал, а стоял вместе с другими трофейными судами в Кронверкском проливе, огибающем Заячий остров с севера (между современным Артиллерийским музеем и Петропавловской крепостью). В 1719 году царь приказал отремонтировать «Элефант», в 1724 году — вытащить на берег у Кронверкской гавани и хранить вечно как боевой трофей. Но к 1737 году прам сгнил, и его разобрали на дрова.

## Потери сторон
В ходе сражения шведы потеряли 361 человека убитыми (включая 9 офицеров), 350 ранеными, 580 человек были пленены (в том числе все раненые).
Русские потеряли убитыми 127 человек, из них — 8 штаб- и обер-офицеров, 101 урядник и рядовой, 1 «неслужащий», из моряков — 14 нижних чинов. Раненых было 342 человека (по отрывочным сведениям от ряда полков, известно о 55 умерших от ран, включая одного обер-офицера). Всего офицеров убитых в бою и умерших от ран было 12 (старший в чине из них — полковник Рязанского полка Иван Равенштейн). Шведская сторона указывает более значительные русские потери, включая повреждёнными и потопленными до 50 галер. Так, после сражения, когда русские похоронили погибших и починили повреждённые галеры, то через 5 дней под командованием Апраксина в поход вышли 70 оставшихся.

## Корабли, названные в честь Гангутского сражения
- «Гангут» — парусный линейный корабль русского флота, спущенный на воду в 1719 году.
- «Гангут» — парусный линейный корабль русского флота, спущенный на воду в 1825 году.
- «Гангут» — броненосец русского флота, спущенный на воду в 1890 году.
- «Гангут» — линкор русского и советского флота, спущенный на воду в 1911 году.
- «Гангут» — учебный корабль советского и российского флота проекта 1886У.

## Память

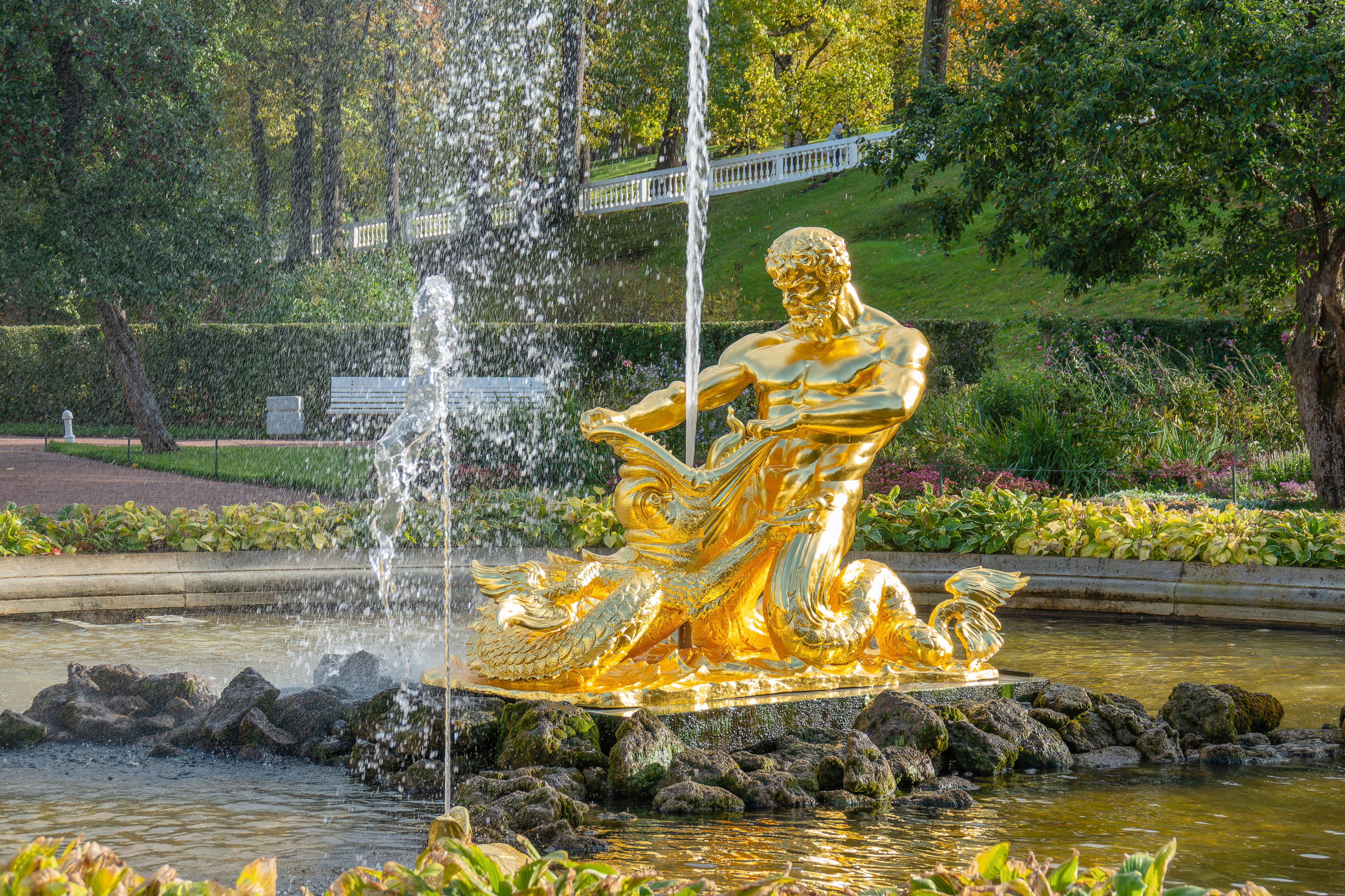
Тритон в Петергофе символизирует русский флот, побеждающий шведов.

- Пётр I повелел ежегодно 27 июля отмечать день Гангутской победы торжественными богослужениями, морскими парадами и фейерверками. Так этот день стал своего рода праздником российского военного флота. Позже празднование Гангутской победы ограничивалось только торжественным молебном, но с середины XIX века 27 июля стали проводиться парады расцвеченных флагами кораблей и звучать орудийные салюты. Эта традиция прервалась после Октябрьской революции 1917 года, но с 1939 года отмечается День Военно-морского флота (в современной России он отмечается в последнее воскресенье июля)[13].
- В память побед при Гангуте и при Гренгаме (одержанных в разные годы в один и тот же день — день памяти святого Пантелеимона) была построена в Санкт-Петербурге Пантелеймоновская церковь. Нынешнее здание — в 1735—1739 годах, на месте более старого, построенного при Петре I. В 1914 году по инициативе Императорского Российского военно-исторического общества на фасаде Пантелеимоновской церкви были укреплены мраморные мемориальные доски с перечнем полков, сражавшихся при Гангуте и Гренгаме. (Напротив церкви, на торце дома № 11 по улице Пестеля, находится также памятная доска в честь защитников Ханко (современное название Гангута) во время Великой Отечественной войны).
- На правой стороне памятника кораблю «Полтава» (Воскресенская набережная, в створе проспекта Чернышевского, г. Санкт-Петербург) установлен барельеф «БАТАЛІА БЛИЗЪ ГАНГУТА», по гравюре Маврикия Бакуа.
- В честь победы была выпущена Медаль «За победу при Гангуте».
- В здании Пантелеимоновской церкви открыта экспозиция, рассказывающая о сражениях петровского галерного и парусного флота на Балтике, об отваге русских воинов в Северной войне и героизме моряков при обороне полуострова Ханко в начале Великой Отечественной войны.
- В рамках празднования 200-летия Гангутского сражения в 1914 году была выпущена медаль «В память 200-летия морского сражения при Гангуте».
- В честь празднования 200-летия сражения Санкт-Петербургским монетным двором были выпущены юбилейные рубли. Тираж составил 30,1 тысячи экземпляров. Большая часть тиража была уничтожена, что сделало сохранившиеся монеты раритетными[14].
- 5 августа 2007 года в Петергофе прошёл праздник, посвящённый победам русского флота в Северной войне 1700—1721 годов. Он назывался «День Гангута и Гренгама»[15].
- 30 июля 2023 года российский музыкант Radio Tapok выпустил музыкальную композицию «Гангут» в составе альбома «Эпоха Империй».[значимость факта?]

## День воинской славы
Федеральный закон от 13 марта 1995 года № 32-ФЗ «О днях воинской славы и памятных датах России» установил день воинской славы 9 августа — День первой в российской истории морской победы русского флота под командованием Петра Первого над шведами у мыса Гангут. В действительности сражение произошло 27 июля (7 августа) 1714 года. Дата 9 августа является ошибочной и не соответствует общепринятой в научном мире хронологии.

На монетах и почтовых марках
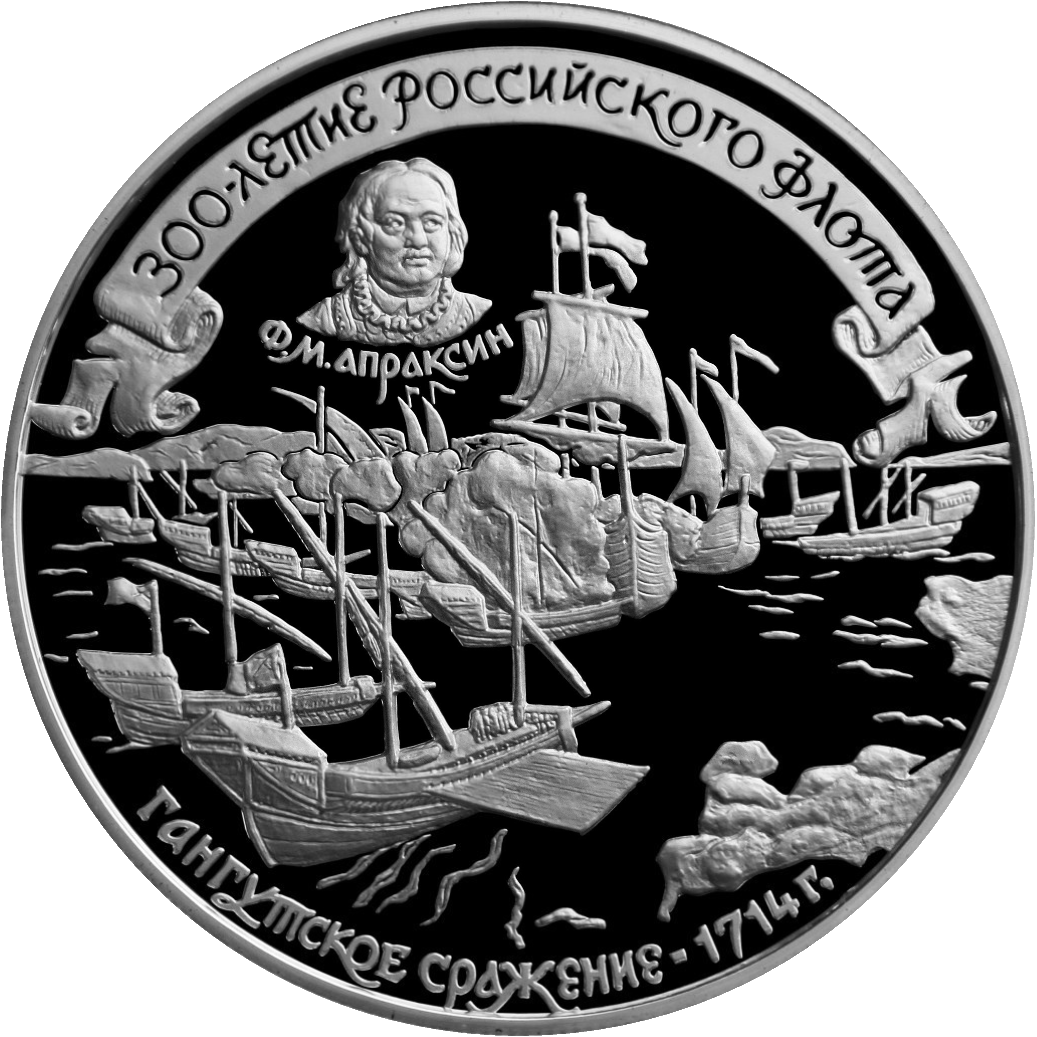
25 рублей — 300-летие Российского флота. Гангутское сражение, реверс.
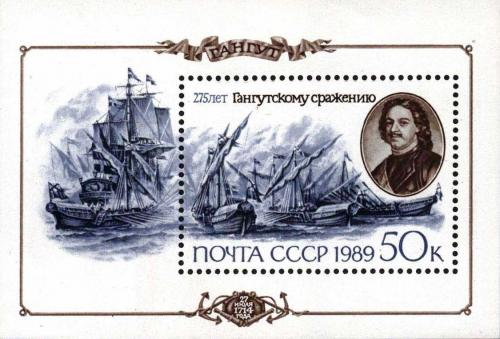
Почтовый блок СССР, 1989 год — 275 лет Гангутскому сражению.  (ЦФА [АО «Марка»] № 6098)
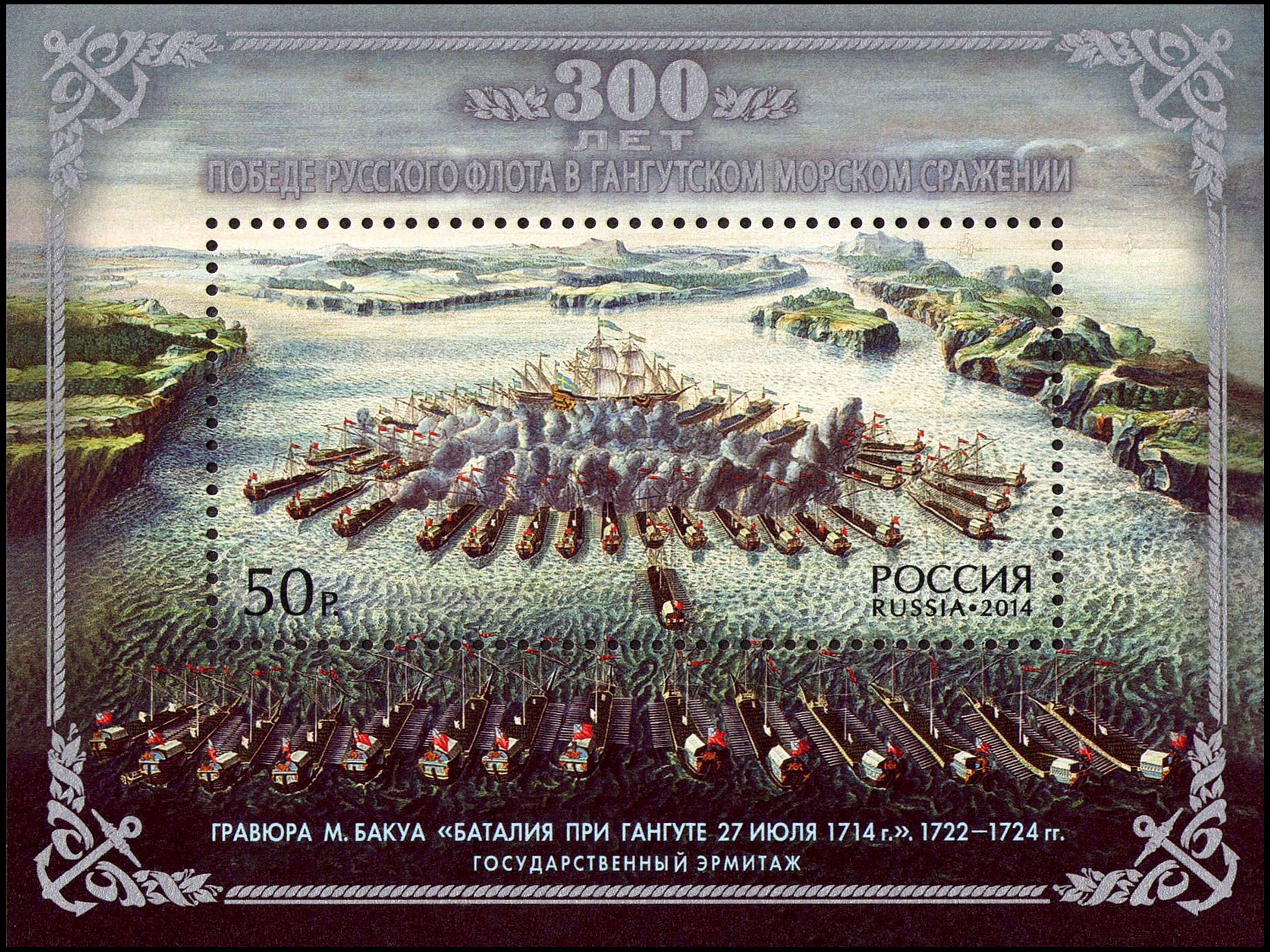
Почтовый блок России, 2014 год — 300 лет Гангутскому сражению.  (ЦФА [АО «Марка»] № 1844).
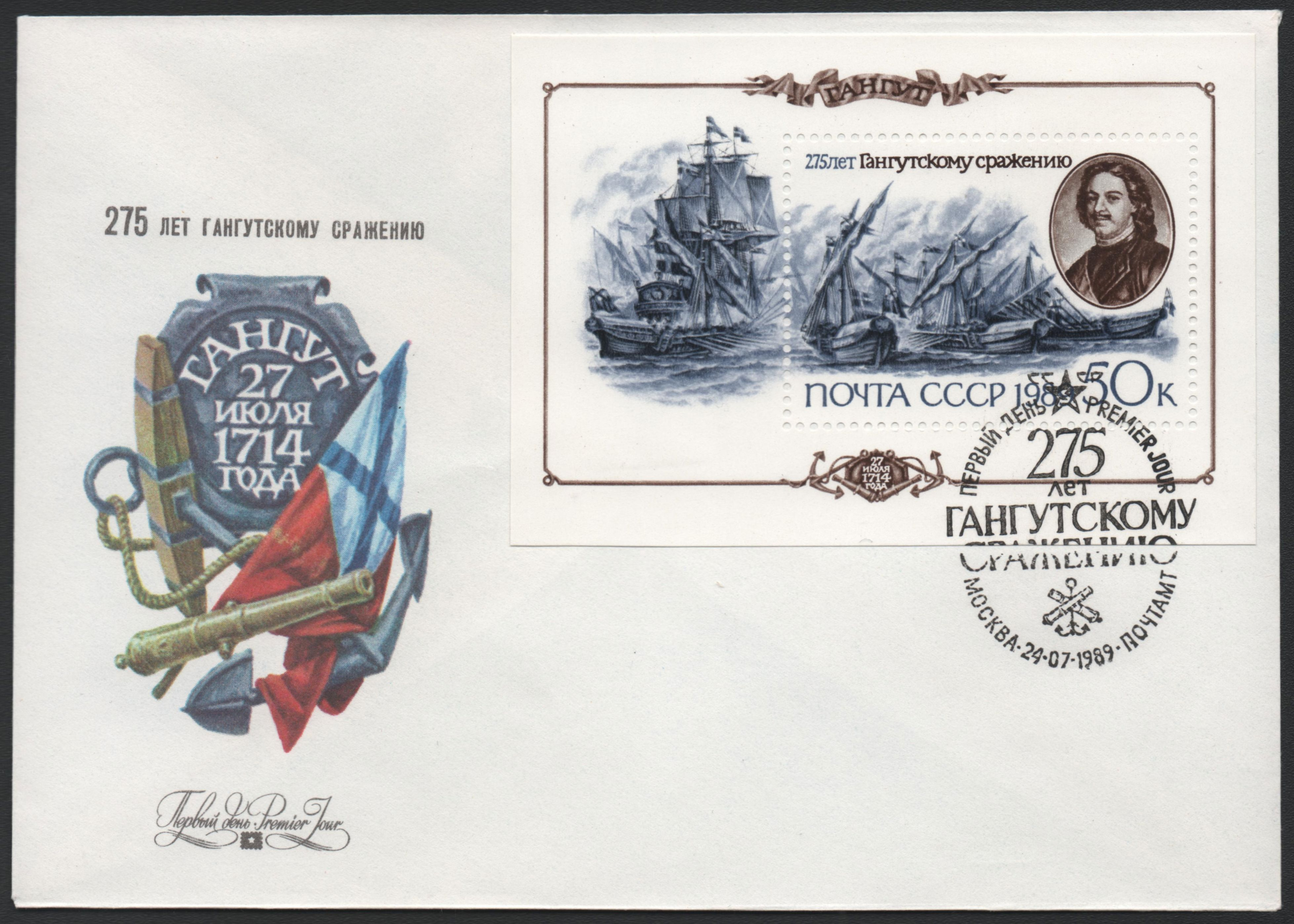
Почтовый конверт. 275 лет Гангутскому Сражению.